# Lynn Conway
Lynn Ann Conway (Mount Vernon, 2 de janeiro de 1938 — Jackson, 9 de junho de 2024) foi uma cientista da computação, engenheira elétrica, inventora e ativista transgénero estadunidense.
Trabalhou na IBM na década de 1960 e inventou o gerenciamento de instruções dinâmicas generalizadas, um avanço fundamental usado na execução fora de ordem, utilizada pela maioria dos processadores de computador modernos para melhorar o desempenho. Também iniciou a revolução Mead-Conway no design de chips VLSI, que se espalhou rapidamente pelas universidades de pesquisa e indústrias de computação durante os anos 1980, incubando uma indústria emergente de automação de design eletrônico, originando a infraestrutura moderna de "fábricas" para design e produção de chips, e desencadeando um frenesi de startups de alta tecnologia impactantes nas décadas de 1980 e 1990.

## Carreira
Na década de 1960, Lynn Conway trabalhou para a IBM e a ela foi creditada a invenção do gerenciamento de instruções dinâmicas generalizadas, um avanço fundamental usado na execução fora de ordem, utilizada pela maioria dos processadores de computador modernos para melhorar o desempenho. Lynn foi despedida de lá em 1968, após revelar que planejava fazer a transição de gênero. Ela então foi acompanhada por Harry Benjamin, pioneiro no tratamento da transexualidade. Anteriormente, no fim dos anos 1950, Lynn havia feito outra tentativa de transição, que falhou em virtude do ambiente médico pouco favorável na época.
Depois da demissão de seu emprego na IBM e da perda do acesso a seus filhos, ela recomeçou sua carreira do zero já como mulher, trabalhando como programadora. Entrou então na Xerox em 1973, onde trabalhou no desenvolvimento do VLSI. Com Carver Mead foi coautora da introdução aos sistemas VLSI, um trabalho revolucionário que logo se tornaria referência.
No começo dos anos de 1980, Lynn trabalhou para a DARPA na área de computação estratégica, e então, em 1985, tornou-se professora na Universidade do Michigan. Já em 1989, foi eleita para a Academia Nacional de Engenharia dos Estados Unidos por suas descobertas sobre o funcionamento do VLSI.

## Vida pessoal
Em 1987, Conway conheceu seu marido Charles "Charlie" Rogers, um engenheiro profissional que compartilhava seu interesse pelo ar livre, incluindo canoagem de águas brancas e corridas de motocross. Eles logo começaram a morar juntos e compraram uma casa com 24 acres (9,7 ha) de prado, pântano e floresta na zona rural de Michigan em 1994. Eles se casaram em 13 de agosto de 2002.  Em 2014, a revista The Michigan Engineer da Universidade de Michigan documentou as conexões entre as explorações de engenharia de Conway e as aventuras em sua vida pessoal.
Lynn morreu no dia 9 de junho de 2024, aos 87 anos.

## Prêmios e honras
Conway recebeu diversos prêmios, honras e homenagens durante sua vida.
- Prêmio 1981 Award for Achievement da revista Electronics, junto com Carver Mead[18]
- Harold Pender Award da Moore School, da University of Pennsylvania, junto com Carver Mead, 1984[19]
- IEEE EAB Major Educational Innovation Award, da Institute of Electrical and Electronics Engineers, 1984[20]
- Fellow vitalícia da IEEE, 1985, "for contributions to VLSI Technology"[21]
- Medalha John Price Wetherill, do Franklin Institute, junto com Carver Mead, 1985[22]

## Publicações selecionadas
- Mead, Carver; Conway, Lynn (1980). Introduction to VLSI Systems. [S.l.]: Addison-Wesley. ISBN 0201043580
- Conway, L. (1981). «THE MPC ADVENTURES: Experiences with the Generation of VLSI Design and Implementation Methodologies» (PDF). Xerox PARC Technical Report VLSI-81-2
- Conway, L. (1982). «The Design of VLSI Design Methods» (PDF). Vrije Universiteit Brüssel, Brussels, Belgium. Proc. VUB European Solid-State Circuits Conference (Invited Lecture): 106–117
- Conway, Lynn (2012). «Reminiscences of the VLSI Revolution: How a Series of Failures Triggered a Paradigm Shift in Digital Design» (PDF). Solid-State Circuits Magazine. 4 (4). IEEE. pp. 8–31. doi:10.1109/MSSC.2012.2215752
- Conway, L. (2018). «The Disappeared: Beyond Winning and Losing». Computer. 51. IEEE Computer Society. pp. 66–73
- Conway, Lynn (2011). «IBM-ACS: Reminiscences and Lessons Learned from a 1960's Supercomputer Project» (PDF). In:  Jones, C. B.; Lloyd, J. L. Dependable and Historic Computing: Essays Dedicated to Brian Randell on the Occasion of his 75th Birthday. [S.l.]: Springer-Verlag. pp. 185–224. ISBN 978-3-642-24541-1
- Conway, Lynn. «Lynn Conway's IBM-ACS Archive». University of Michigan
- Conway, L.; Randell, Brian; Senzig, D. (1966). «Dynamic Instruction Scheduling» (PDF). IBM-ACS
- Rozenberg, D.; Conway, L.; Riekert, R. (1966). «ACS Simulation Technique» (PDF). IBM-ACS
- Conway, L. (1967). «MPM Timing Simulation» (PDF). IBM-ACS
- Conway, L. (1967). «ACS Logic Design Conventions: A Guide for the Novice» (PDF). IBM-ACS
- Conway, L (1967). «A Proposed ACS Logic Simulation System» (PDF). IBM-ACS
- Conway, L. (1968). «The Computer Design Process: A Proposed Plan for ACS» (PDF). IBM-ACS